# João António Ferreira Resende Alves
João António Ferreira Resende Alves nasceu em Albergaria-a-Velha, Albergaria-a-Velha, em 5 de Dezembro de 1952.
Além do seu virtuosismo técnico e notável visão de jogo, ficou célebre pela particularidade de atuar sempre de luvas pretas - uma homenagem ao seu avô Carlos Alves, um dos melhores futebolistas portugueses dos anos 20, mantendo a tradição do avô não deixando de usar luvas pretas.
João Alves foi júnior do Benfica e nesse escalão começou a jogar com as luvas pretas (estando estas em exposição no museu Cosme Damião - Benfica), num jogo dois dias depois da morte do seu avô.
No primeiro ano de sénior foi emprestado ao Varzim. E continuou a brilhar. Começou por jogar no Varzim e estreou-se na 1ª divisão em 1973/74 pelo Clube Desportivo Montijo que por  600 contos, quantia igual à que o Benfica dispôs no passado (para evitar que Alves fosse mobilizado para a Guiné por causa da Guerra Colonial), a transferi-lo, em definitivo, para o Montijo.
Na época de 1974/75 transferiu-se para o Boavista de Pedroto. O jogador estreou-se na Seleção num encontro particular a 13 de novembro de 1974 no Suíça. Na primeira época no Boavista FC, realizou 30 jogos e foi o 2º melhor marcador da equipa com 11 golos. A equipa ficou em 4º lugar e venceu a Taça de Portugal marcando o golo decisivo, tornou-se um ídolo e um dos melhores jogadores nacionais. Na temporada seguinte - 1975/76 - o Boavista FC ficou em 2º lugar e voltou a vencer a Taça de Portugal , tendo João Alves sido o melhor marcador da equipa com 15 golos.
Em 1976, o Salamanca pagou 12 mil contos pelo seu passe fazendo-lhe uma proposta irrecusável. Durante duas épocas encantou os estádios espanhóis, sendo um dos primeiros jogadores a triunfar no estrangeiro com a ida para o Salamanca na época de 1976/77. Em 1977/78 na sua segunda época em Espanha foi eleito o melhor jogador estrangeiro da liga espanhola, batendo Cruijff, Neeskens e Kempes. Numa votação recente promovida pela imprensa salamantina, os leitores elegeram de forma esmagadora João Alves como o melhor jogador da história da U. D. Salamanca.
No final dessa temporada, embalado pelo prémio de melhor estrangeiro, iniciou conversações com Barcelona, Valencia e Real Madrid, tendo tudo fechado com Real Madrid decide regressar a Portugal para cumprir o sonho de ser campeão pelos encarnados. Mas ficou lá apenas uma temporada, após não ter sido campeão. Continuava a brilhar e a ter a Europa com olhos postos no seu futebol, sendo escolhido para ser titular da equipa europeia de 1978/79 escolhida pela revista francesa Onze (Peter Shilton; Viv Anderson, Brandts, Krol, Bossis; João Alves, Haan, Keegan; Francis, Krankl, Rensenbrink)
Em 1979/80 decide voltar a emigrar, desta feita para o Paris Saint-Germain, iniciando a época a todo o fulgor na terceira jornada, foi vítima de uma entrada brutal por parte de Genghini (Sochaux). Perna partida e uma época onde não voltaria a ser o mesmo. No final da mesma, voltou ao Benfica. 
Jogou no Benfica durante quatro épocas, entre 1978 e 1983, com um interregno de um ano em que alinhou no Paris Saint-Germain (79/80).Na Luz cumpriu finalmente o seu sonho de ser campeão conquistando dois campeonatos nacionais. Em 1983, apesar de titular indiscutível ao longo da época, Sven-Goran Eriksson decidiu deixá-lo de fora nos dois jogos frente ao Anderlecht, na final da Taça UEFA. Magoado, decide regressar ao Boavista. jogando mais duas épocas.
Em Março de 1985 assumiu o lugar de treinador do Boavista, Valentim Loureiro pediu-lhe que substituísse Mário Wilson no comando técnico do Boavista. Aceitou e assim iniciou a sua carreira de treinador.
Enquanto jogador foi Internacional pela Seleção Nacional - A por 35 vezes tendo marcado 3 golos.
Atualmente é treinador de futebol, possuindo uma academia de futebol, a "Escola de Futebol Luvas Pretas".

## Jogador
Clubes que representou como Futebolista:
- Varzim (1972/73)
- Montijo (1973/74)
- Boavista (1974/75 e 1975/76)
- Salamanca (Espanha) - (1976/77 e 1977/1978)
- SL Benfica (1978/1979)
- Paris Saint Germain (França) - 1979/80)
- SL Benfica (1980/81 - 1982/83)
- Boavista (1983/84 - 1984/85)

Títulos (jogador):
- 2 - Campeonatos Nacionais - 1980/81 e 82/83
- 4 - Taças de Portugal - Boavista - 1974/75 e 75/76, - Benfica - 1980/81 e 82/83.
- 1 - Supertaça -Benfica 1980/81
- Finalista da Taça UEFA na época 1982/83.
- Melhor Jogador Estrangeiro da Liga Espanhola 1977/78 - Don Balón (prêmio)
- Futebolista do Ano em Portugal - 1975

## Treinador
Treinou equipas como Boavista, Vitória de Guimarães, Belenenses, Estrela da Amadora, Salamanca, Leixões,Campomaiorense, Académica,Servette e Cova da Piedade
Conquistou a Taça de Portugal em 1989/90 no comando técnico do Estrela da Amadora.
Conquistou 2ª Liga Portuguesa em 1992/93 com o Estrela da Amadora.

## Curiosidades
As "luvas pretas" constituíam uma "herança" do avô, Carlos Alves (jogador do Carcavelinhos e do FC Porto). A primeira vez que usou as luvas pretas foi dois dias depois do falecimento do seu avô Carlos Alves.
Nas edições de 1975 e 1978  da Bola de Ouro obteve 1 voto, em 1979 conseguiu 2 votos.
João Alves foi ainda o responsável pela "descoberta" de vários jogadores de renome como Paulo Bento, Pedro Barbosa, Abel Xavier, Pauleta, Michel Salgado, Pedro Barny e Tonel, entre outros.
Paulo Bento, que jogava na equipa do Estrela da Amadora que venceu a taça, considera João Alves como sendo a sua grande referência como treinador.